# Vukojevica
Vukojevica falu Horvátországban, Pozsega-Szlavónia megyében. Közigazgatásilag Cseglényhez tartozik.

## Fekvése
Pozsegától légvonalban 22, közúton 28 km-re keletre, községközpontjától 5 km-re északnyugatra, a Pozsegai-medence szélén, a Krndija-hegység déli lejtői alatt, a Cseglényről Nekcsére menő út mentén fekszik. 

## Története
A „Prosna” régészeti lelőhely leleteinek tanúsága szerint területén már a történelem előtti időben is éltek emberek. A mai település csak a 20. század első felében keletkezett Gradistye határában, a Cseglényről Nekcsére menő út mentén. 1991-től a független Horvátországhoz tartozik. 1991-ben lakosságának 69%-a horvát, 31%-a szerb nemzetiségű volt. 2011-ben 76 lakosa volt. Közösségi háza van.

## Lakossága
| Lakosság változása | Lakosság változása | Lakosság változása | Lakosság változása | Lakosság változása | Lakosság változása | Lakosság változása | Lakosság változása | Lakosság változása | Lakosság változása | Lakosság változása | Lakosság változása | Lakosság változása | Lakosság változása | Lakosság változása | Lakosság változása |
| ------------------ | ------------------ | ------------------ | ------------------ | ------------------ | ------------------ | ------------------ | ------------------ | ------------------ | ------------------ | ------------------ | ------------------ | ------------------ | ------------------ | ------------------ | ------------------ |
| 1857               | 1869               | 1880               | 1890               | 1900               | 1910               | 1921               | 1931               | 1948               | 1953               | 1961               | 1971               | 1981               | 1991               | 2001               | 2011               |
| 0                  | 0                  | 0                  | 0                  | 0                  | 0                  | 0                  | 0                  | 111                | 108                | 125                | 110                | 99                 | 105                | 88                 | 76                 |